# Picromerus bidens

Picromerus bidens (Linnaeus 1758) је врста стенице која припада фамилији Pentatomidae.

## Распрострањење и станиште
P. bidens  има палеарктичко распрострањење (Европа, Азија, Северна Африка), позната је и са подручја Канаде и Северне Америке. У Србији не тако честа врста, спорадично се јавља на целој територији од низијских предела до висина преко 1500 м надморске висине. Насељава листопадне и мештовите шуме, али и влажне ливаде, паркове и баште.

## Опис
Дужина тела је око 12–13.5 mm. Обојеност тела је варијабилна, од светле до тамно браон боје. Антене и ноге су црвенкасто браон боје, на самом крају штитића јавља се светла линија. Основна карактеристика врсте која је одваја од сличних јесу изражено зашиљени врхови пронотума.

## Биологија
Јавља се једна генерација годишње, одрасле јединке нове генерације јављају се од јула до новембра. У Србији се најчешће бележи крајем септембра и у октобру. Презимљава најчешће у стадијуму јајета, ређе у стадијуму младе јединке (нимфе). P. bidens  је предаторска стеница, храни се ларвама других инсеката, пре свега на гусеницама лептира. 

## Синоними
- Cimex bidens Linnaeus, 1758
- Cimex bilobus Schrank, 1781
- Picromerus fuscoannulatus Stål, 1858
- Picromerus longicollis Jakovlev, 1902